# Магомедов, Станислав Юнусович
Станислав Юнусович Магомедов (род. 6 октября 1965, Хосрех, Дагестанская АССР) — российский политический деятель, депутат Государственной Думы ФС РФ второго созыва (1995—1999).

## Биография
Уроженец села Хосрех Кулинского района Дагестана. Лакец по национальности. После окончания школы работал в техническом обслуживании автомобилей.
Служил в Советской армии. Окончил факультет физического воспитания Дагестанского государственного педагогического института.
Работал физруком в школе, затем инструктором по спорту на донецком заводе. В 90-е годы занимался бизнесом.
На 1995 год работал заместителем директора фирмы «М-Авто» (при этом был владельцем фирмы). Жил в городе Долгопрудном Московской области.

### Депутат государственной думы
В 1995 году избран депутатом Государственной думы 2 созыва от ЛДПР (номер 1 фед.списка по Пензенской области).
Вошёл в состав комитета ГД по информационной политике и связи, входил в комиссию ГД по содействию в освобождении насильственно удерживаемых военнослужащих, гражданских лиц и поиску пропавших без вести во время вооруженного конфликта в Чеченской Республике и прилегающих к ней районах.
За 4 года депутатства ни разу не выступил на трибуне Думы, участвовал в создании 8 законопроектов.
Являлся вице-президентом Федерации вольной борьбы г. Москвы.